# Poa xingkaiensis
Poa xingkaiensis là một loài thực vật có hoa trong họ Hòa thảo. Loài này được Y.X.Ma mô tả khoa học đầu tiên năm 2002.